# Centrothele fisher
Espèce
Centrothele lorata est une espèce d'araignées aranéomorphes de la famille des Lamponidae.

## Distribution
Cette espèce est endémique du Queensland en Australie. Elle se rencontre vers Millaa Millaa, dans la forêt d'État de Malaan et sur les monts Fisher, Bartle Frere et Edith.

## Description
La femelle holotype mesure 6,8 mm et le mâle 7,1 mm.

## Étymologie
Son nom d'espèce lui a été donné en référence au lieu de sa découverte, le mont Fisher.

## Publication originale
- Platnick, 2000 : A relimitation and revision of the Australasian ground spider family Lamponidae (Araneae: Gnaphosoidea). Bulletin of the American Museum of Natural History, no 245, p. 1-330 (texte intégral).